# Трихуријаза
Трихуријаза (позната и као инфекција бичастим ваљкастим црвима) инфекција је коју изазива паразитски црв Trichuris trichiura (бичасти ваљкасти црв). Обично код инфекције нема симптома ако је присутно само неколико црва. Код инфекција где је присутан велики број црва јављају се бол у трбуху, умор и дијареја. Понекад се у столици код пролива јавља крв. Ова инфекција код деце може да доведе до лошијег интелектуалног и физичког равоја. Услед губитка крви може се јавити низак број црвених крвних зрнаца.

## Узрочник
Болест се обично шири при конзумирању хране или воде која садржи јајашца ових црва. Ово се дешава онда када контаминирано поврће није добро опрано или скувано. Јајашца су често присутна у земљишту у подручјима где људи врше нужду напољу и где се нетретирани људски фецес користи као ђубриво. Ова јајашца потичу из измета инфицираних особа. Мала деца која се играју на таквом тлу и стављају руке у уста такође се лако инфицирају. Ови црви живе у дебелом цреву и дугачки су око четири центиметра. Дијагноза се поставља проналажењем јајашца бичастих црва при испитивању столице микроскопом. Јајашца су овалног облика.

## Превенција и начин лечења
Једна од мера превенције је правилна термичка обрада намирница и прање руку пре кувања. Такође је од значаја побољшање санитарних услова , као што су доступност функционалних и чистих тоалета и приступ чистој води. У деловима света где се ова инфекција јавља често, уобичајено је да се редовно лече целе групе људи одједном. Терапија је тродневна и укључује следеће лекове: албендазол, мебендазол или ивермектин. Често након лечења долази до понављања инфекције.

## Епидемиологија
Инфекција бичастим црвима погађа шесто до осамсто милиона људи широм света. Најчешће се јавља у земљама тропског подручја. У земљама у развоју код особа које су инфициране бичастим црвима често постоји и инфекција кукичастим црвима и паразитима рода Ascaris. Ово има огроман утицај на економију у многим земљама. Ради се на развоју вакцине против ове болести. Трихуријаза је сврстана међу занемарене тропске болести.